# آلخینت
آلخینت (به اسپانیایی: Alginet) یک شهرستان در اسپانیا است که در Ribera Alta واقع شده‌است.

## خصوصیات
آلخینت ۲۴٫۱ کیلومترمربع مساحت و ۱۳٬۰۵۷ نفر جمعیت دارد و ۱۵۰ متر بالاتر از سطح دریا واقع شده‌است.